# Willem IJsbrantsz. Bontekoe
 (décembre 2020).
Si vous disposez d'ouvrages ou d'articles de référence ou si vous connaissez des sites web de qualité traitant du thème abordé ici, merci de compléter l'article en donnant les références utiles à sa vérifiabilité et en les liant à la section « Notes et références ».
Willem IJsbrantsz. Bontekoe (né le 2 juin 1587 à Hoorn et décédé en 1657) est un navigateur et explorateur néerlandais. Capitaine au service de la Compagnie néerlandaise des Indes orientales, il ne commanda un navire que le temps d'un seul voyage. Sa renommée est due à la publication en 1646 d'une version remaniée de son journal de bord sous le nom de Journael ofte gedenckwaerdige beschrijvinge van de Oost-Indische reyse van Willem IJsbrantsz. Bontekoe van Hoorn, begrijpende veel wonderlijcke en gevaerlijcke saecken hem daer in wedervaren (Journal ou description mémorable du voyage aux Indes orientales de Willem IJsbrantsz. Bontekoe de Hoorn, incluant les nombreuses choses merveilleuses et dangereuses qui lui sont arrivées là-bas)

## Biographie
Bontekoe est né à Hoorn le 2 juin 1587, en Hollande, aux Provinces-Unies. En 1607, W. Bontekoe succéda à son père comme capitaine du navire Bontekoe. En 1617, son navire fut capturé par des barbaresques et il fut vendu comme esclave. Sa liberté fut rachetée, mais le Bontekoe y resta.
En 1618, il fut employé par la Compagnie néerlandaise des Indes orientales pour se rendre à Java. En chemin, à cause d'une bévue d'un matelot, le navire explosa et 72 survivants (dont Willem Bontekoe) voguèrent à la dérive pendant 13 jours sur deux canots de sauvetage, puis un seul, avant de reconnaître une île au large de Sumatra. Les 57 rescapés restants furent sauvés par une flotte néerlandaise sous la direction de Frederik de Houtman au large de Java. Bontekoe reçut un nouveau commandement et eut l'ordre de Jan Pieterszoon Coen à Batavia de piller les côtes chinoises.
En 1625, il était de retour à Hoorn, où l'année suivante il épousa Eeltje Bruijnes.

## Récit
Alexandre Dumas a restitué le récit du naufrage dans Les drames de la mer, publié en 1852, recueil de quatre naufrages.
Inspiré de l'histoire du naufrage, Johan Fabricius (en) publia en 1923 un livre pour enfants intitulé De scheepsjongens van Bontekoe. Fabricius mis ainsi en scène quatre garçons adolescents fictifs comme personnages principaux : Hajo, Rolf, Padde et Harmen.

## Film
En 2007, un long métrage néerlandais, De Scheepsjongens van Bontekoe (en français : Les Aventuriers du grand large), reprenant les grandes lignes du récit pour enfant vit jour.

## Sources
- (nl) Cet article est partiellement ou en totalité issu de l’article de Wikipédia en néerlandais intitulé « Willem IJsbrantsz. Bontekoe » (voir la liste des auteurs).
- Willem Bontekoe (trad. Henja Vlaardingerbroek et Xavier de Castro), Le naufrage de Bontekoe et autres aventures en mer de Chine (1618-1625), Paris, Chandeigne, coll. « Magellane », 2002, 237 p. (ISBN 978-2-906462-85-4, lire en ligne).